# Gareth Moore
Gareth Moore (* 25. April 1975 in Matsqui, British Columbia) ist ein kanadischer Installationskünstler.

## Werk
St. George Mash (2005–2006) ist eine Installation von Gareth Moore in Zusammenarbeit mit Jacob Gleeson. Es handelte sich dabei um einen kleinen Eckladen in Vancouver, der zugleich ein Museum war. Kaufen konnte man dort ein Sammelsurium von Dingen, es war möglich dort Bücher zu leihen und es gab eine Ausstellung von Dingen, die unverkäuflich waren.
Für Uncertain Pilgrimage (2006–2007) machte sich Moore ohne festgelegte Route zu einer einjährigen Reise durch Europa und Nordamerika auf. Kontakte, die er unterwegs knüpfte, boten Anlass für Texte, Zeichnungen, Videos und Fotografien, aber auch Plastiken, Werkzeuge und Objekte.
Als Installation für die dOCUMENTA (13) errichtete Moore von 2010 bis 2012 auf einem Feld neben dem Wartungshof der Karlsaue ein „Dorf“, welches durch eine Eingangskabine betreten werden konnte. Es bestand aus einem Unterstand, Geräteschuppen, Domizil (mit Steinkamin), einer kleinen Pension für die Gäste, einem Waschtisch, einem Kiosk, Meditationszentrum, Basketballplatz, einem Fußbad und vielem mehr. Moore baute sein „Dorf“ eigenhändig aus ausrangierten Materialien und lebte dort von 2010 bis 2012.